# Inosilicato

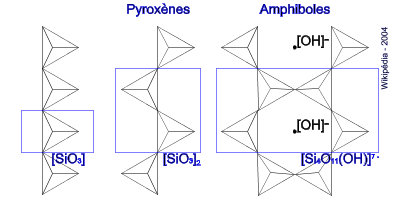
struttura degli inosilicati

Gli inosilicati (dal greco ine, fibra) sono silicati in cui i tetraedri si uniscono per formare catene singole o doppie (rarissime sono le catene triple) la cui rispettiva formula chimica è Si2O6 e Si4O11. Agli inosilicati appartengono due importanti costituenti delle rocce: i pirosseni (a catena singola) e gli anfiboli (a catena doppia).